# Grand Prix Liberty Seguros
Le Grand Prix Liberty Seguros-Trophée du Sud-Ouest de l'Alentejo et de la Costa Vicentina (en portugais : Grande Prémio de Liberty Seguros-Troféu Sudoeste Alentejano e Costa Vicentina) est une course cycliste créée en 2009 et financée par les assurances Liberty Seguros. Elle fait partie de l'UCI Europe Tour depuis 2015 en catégorie 2.2.
Cette épreuve est disputée pendant la troisième semaine de mars. Elle est également appelée Trophée du Sud-Ouest de l'Alentejo et de la Costa Vicentina.

## Palmarès
| Année | Vainqueur       | Deuxième       | Troisième                |
| ----- | --------------- | -------------- | ------------------------ |
| 2009  | Daniel Silva    | Rui Costa      | Tiago Machado            |
| 2010  | Santiago Pérez  | David Blanco   | André Cardoso            |
| 2011  | Sérgio Ribeiro  | Filipe Cardoso | Samuel Caldeira          |
| 2012  | Ricardo Mestre  | Sérgio Sousa   | Alejandro Marque         |
| 2013  | Delio Fernández | Lluís Mas      | Eduard Prades            |
| 2014  | Rafael Silva    | Sérgio Sousa   | Nuno Ribeiro             |
| 2015  | Ruben Guerreiro | Paweł Bernas   | Colin Joyce              |
| 2016  | August Jensen   | Will Routley   | Vicente García de Mateos |